# Prise en charge post-avortement
La prise en charge post-avortement est un ensemble de traitements et de conseils pour les femmes après un avortement. Il comprend des soins curatifs, tels que le traitement des éventuelles complications de l'avortement, ainsi que des actes de prévention, tels que la fourniture de contraceptifs pour prévenir de futures grossesses non désirées. La prise en charge post-avortement réduit la morbidité et la mortalité associées à l'avortement.

## Prévalence
Environ 75 millions de femmes ont besoin d'une prise en charge post-avortement chaque année après un avortement provoqué ou spontané (fausse couche). Tous les pays se sont engagés à réduire la mortalité liée à la grossesse en fournissant un traitement pour les complications de l'avortement, que l'avortement ait été obtenu illégalement ou non. Cependant, une analyse de dix pays (Bangladesh, Haïti, Kenya, Malawi, Namibie, Népal, Rwanda, Sénégal, Tanzanie et Ouganda) a révélé que dans sept de ces pays, moins de 10 % des établissements primaires pouvaient fournir une prise en charge post-avortement de base. Aucun établissement de soins de santé primaire en Namibie n'a fourni de prise en charge post-avortement. Le Malawi, avec la prévalence la plus élevée, offrait une prise en charge post-avortement dans 29 % des établissements étudiés.

## Description de la prise en charge
L'aspect soins curatifs de la prise en charge comprend le traitement des avortements incomplets, en enlevant tout tissu fœtal ou maternel restant dans l'utérus. Cela peut inclure l'utilisation d'une aspiration sous vide (aspiration) ou d'un curetage (grattage). L'aspiration entraîne des temps de procédure plus courts, moins de douleur et moins de perte de sang que le curetage. Le médicament misoprostol est une alternative au retrait manuel et constitue une autre option pour traiter l'avortement incomplet.
Pour la partie prévention, les femmes reçoivent des conseils et des services de planification familiale, car la plupart des femmes concernées n'utilisaient pas de contraceptifs modernes au moment de la fécondation. Une étude au Zimbabwe a révélé que les conseils en matière de planification familiale étaient associés à une réduction significative des grossesses non désirées et des avortements répétés dans l'année suivant la réception de la prise en charge post-avortement. Les dépistages de santé sexuelle tels que le dépistage du VIH sont rarement fournis dans le cadre de la prise en charge post-avortement, et le dépistage des infections sexuellement transmissibles est faible et a été identifié comme un besoin non satisfait dans le cadre de ces prises en charge.

## Histoire
Le terme "prise en charge post-avortement" a été défini pour la première fois en 1991 par l'organisation non gouvernementale (ONG) Ipas. En 1993, Ipas a rejoint Jhpiego, EngenderHealth, Pathfinder International et l'International Planned Parenthood Federation, pour créer le Consortium de la prise en charge post-avortement.
En 1994, un modèle de prise en charge post-avortement a été articulé par le Postabortion Care Consortium, avec trois éléments clés, quelle que soit la légalité de l'avortement dans un pays donné : 1) traitement d'urgence pour les complications liées à l'avortement ; 2) conseils et services de planification familiale après avortement ; et 3) le lien entre les soins d'urgence et d'autres services de santé génésique, tels que la prise en charge des maladies sexuellement transmissibles. Le modèle a été adopté par l'Agence des États-Unis pour le développement international (USAID) en 1994. En 2002, deux éléments ont été ajoutés concernant le counseling et la participation communautaire. Le premier compendium de recherche sur la prise en charge post-avortement a été publié en 2007 par l'USAID, sous l'intitulé What Works, A Policy and Program Guide to the Evidence on Postabortion Care.